# 누진세
누진세(累進稅, 영어: progressive tax)는 소득금액이 커질수록 높은 세율을 적용하도록 정한 세금. 즉 과세물건의 수량이나 화폐액이 증가함에 따라 점차 높은 세율이 적용되는 조세를 말한다. 누진제는 개인세 또는 연간 세금 체계에 적용이 된다. 누진세는 조세부담의 귀착(Tax incidence)을 낮추기 위해서 도입됐다. 즉, 세금을 낼 형편이 안되는 사람에게 낮은 세금을 메기고, 세금을 많이 낼 수 있는 사람에게 많은 세금을 부과한다.
누진세의 반대개념이 역진세(逆進稅, regressive tax)이다.
누진세는 주로 소득적용이 된다. 고소득자에게는 높은 세율을 적용하고, 저소득자에게는 낮은 세율을 적용하는 것이다.
누진세의 개념은 다양한 이념에 걸쳐있는 경제학자 및 정치학자들의 지지를 받아왔다. 이는 처음 애덤 스미스의 국부론에서 언급되었다. 스미스는 교통 체제에 누진세를 부과하자고 주장하였다. 이후 카를 마르크스 또한 공산당선언에서 누진세를 지지하였다.

## 같이 보기
- 세금
- 소득과 부의 재분배(RIW)
- 부유세
- 직접세
  - 누진적 직접세(Progressive Direct Tax, PDT)
- 간접세